# 2012 VP113

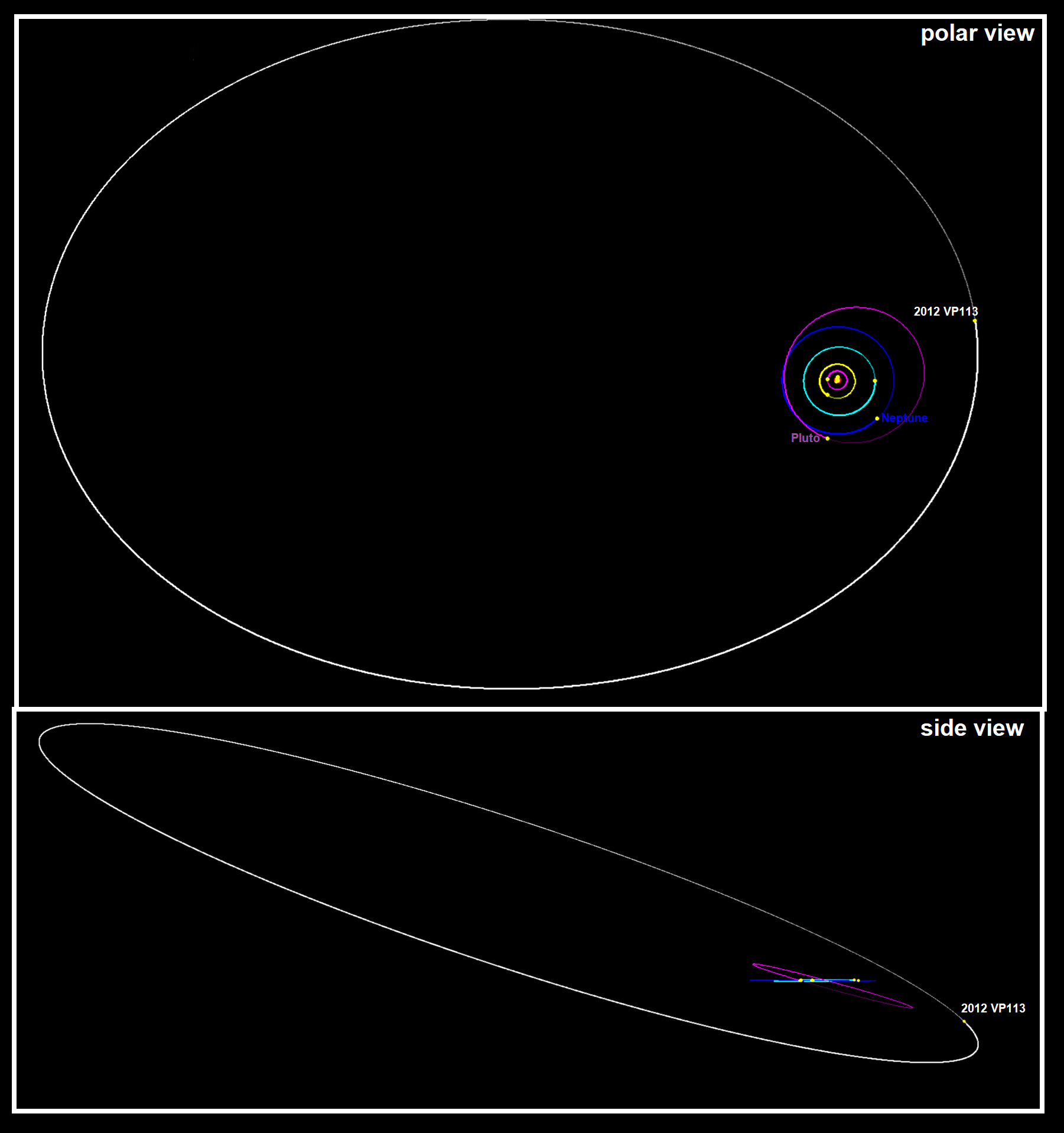

2012 VP113은 세드나족에 속하는 해왕성 바깥 천체이다. 조 바이든에서 유래한 별칭인 바이든(Biden)으로도 알려져 있으며  태양계의 가장 바깥쪽 범위에 위치해 있다. 평균 직경은 450km로 추정되며 2012년 11월 5일에 천문학자 스콧 셰퍼드와 채드 트루히요에 의해 발견되었다.

## 같이 보기
- 90377 세드나